# Jimmy Floyd Hasselbaink
Jerrel Floyd "Jimmy" Hasselbaink, född 27 mars 1972 i Paramaribo i Surinam, är en nederländsk före detta fotbollsspelare (anfallare) som också har brittiskt medborgarskap.

## Klubbkarriär

### Nederländerna
Hasselbaink började sin karriär i Nederländerna, först med SC Telstar sedan AZ Alkmaar. Han stannade kvar i Alkmaar tre säsonger, därefter fick han inte förlängt kontrakt och han lyckades inte hitta en ny klubb efter bland annat en misslyckad provträning med PSV Eindhoven och verkningslösa kontraktsförhandlingar med PEC Zwolle.

### Portugal
Två år efter att hans kontrakt med AZ gått ut skrev han på för portugisiska Campomaiorense i augusti 1995. Efter en säsong värvades han av Boavista. Han gjorde 20 mål på 29 matcher för klubben och hjälpte dem även att vinna portugisiska cupen.

### England
Hans målskytte gjorde många europeiska klubbar intresserade och han värvades till engelska Premier League-klubben Leeds United för £2 miljoner i juni 1997. Han fortsatte göra mål i Leeds; 26 mål alla tävlingar under sin debutsäsong. Säsongen därefter landade Leeds på en fjärde plats i ligan och hans 18 mål i ligan den säsongen gjorde honom till Premier Leagues främsta målskytt tillsammans med Dwight Yorke och Michael Owen.

### Spanien
Efter att ha avvisat ett nytt kontraktserbjudande från Leeds såldes han 1999 till spanska Atlético Madrid för £12 miljoner. Han gjorde 24 mål på 34 matcher i La Liga och nådde final i Copa del Rey där man förlorade med 2–1 mot Espanyol. Ligaspelet gick desto sämre trots sikte mot Champions League misslyckades man fatalt och relegerades genom att komma näst sist i serien.  

### Tillbaka till England
Istället för spansk andraligafotboll återvände han till England, denna gång till Chelsea FC för en rekordsumma på £15 miljoner. Han gjorde 23 mål på 35 matcher säsongen 2000–01 och blev skyttekung. Under sitt andra år i Chelsea bildade han ett starkt anfallspar med islänningen Eidur Gudjohnsen. Tillsammans gjorde de 52 mål, Hasselbaink 29 respektive 23, under en säsong där Chelsea också nådde final i FA-cupen. De två kommande säsongerna nådde han inte upp till samma höjder. Under sin tredje säsong gjorde han 15 mål och under sin fjärde 17 mål i alla tävlingar. Han gjorde totalt 87 mål på 177 matcher under sin karriär i Chelsea.
2004 flyttade Hasselbaink till Middlesbrough FC. Under sin första säsong gjorde han 13 mål på 36 matcher. Under sin andra och sista säsong i klubben hjälpte han dem att nå final i UEFA-cupen, där de förlorade med 4–0 mot Sevilla FC. Den 11 juli skrev han på för Charlton Athletic där han stannade till 2007.
Den 16 augusti 2007 värvades Hasselbaink av Cardiff City och bildade där anfallspar med före detta Liverpoolspelaren Robbie Fowler. Hans kontrakt med klubben gick ut efter säsongen och när han inte erbjöds ett nytt valde han att lägga skorna på hyllan.

## Landslagskarriär
Hasselbaink debuterade för Nederländernas herrlandslag i fotboll vid relativt hög ålder. Konkurrensen var stor bland anfallarna i det holländska landslaget. I vägen för Hasselbaink stod bland andra giganterna Dennis Bergkamp och Patrick Kluivert men också Ruud van Nistelrooy, Pierre van Hooijdonk och Roy Makaay, vilket var anledningen till att han också bara spelade 23 landskamper. Han spelade för Nederländerna i VM 1998 men blev ej uttagen till Europamästerskapet två år senare och till VM i Japan och Sydkorea 2002 kvalificerade sig inte Holland. Efter 2004 valde han att i framtiden tacka nej till landslaget, hans sista framträdande i den orange tröjan var en 3–0 seger mot Vitryssland där han även gjorde mål.